# 지리 좌표계

지리 좌표계

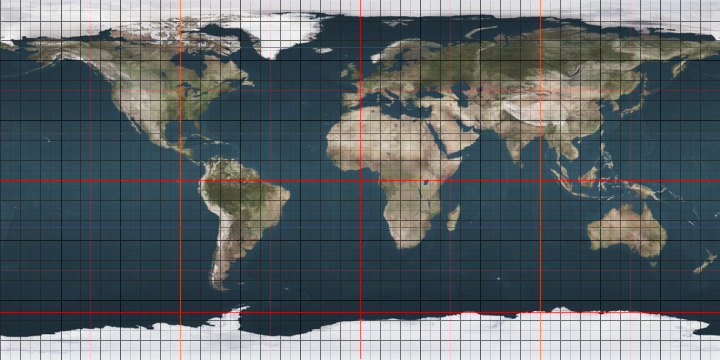
지리좌표 평면도

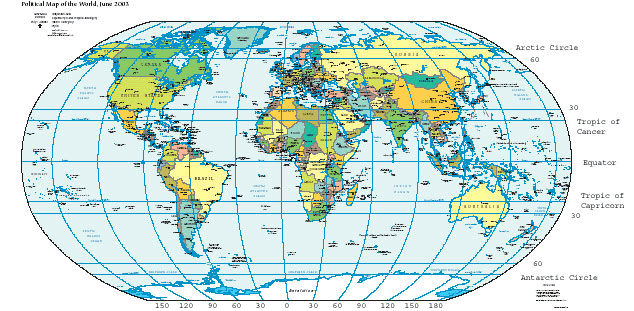
위선(수평)과 경선(수직)을 표시한 지구의 지도

지리 좌표계(地理座標系, 영어: geographic coordinate system, GCS)는 지구 및 천체에 지점을 잘 알 수 있게 나타낸 좌표계이다.
지리 좌표는 일반적으로 지구를 회전 타원체(지구 타원체)로 간주하고 그 표면의 수평 위치를 나타내는 좌표와 수직 위치를 나타내는 해발 고도와 함께 표현된다.

## 위도와 경도
위도는 주어진 지구의 표면 지점의 수직선(수선)과 적도면이 이루는 각이다. 같은 위도의 지점을 연결한 선은 위선이라고 부르며 적도에 평행한 동심원이 된다. 북극은 북위 90°이다. 0° 위선은 적도이며 구면 좌표계의 기본 평면이 된다. 적도는 지구를 북반구와 남반구로 분할한다.
경도는 주어진 지구의 표면 지점을 지나 북극부터 남극까지 그은 경선과 본초 자오선이 이루는 각이다. 모든 경선은 반원을 그리며 평행되지 않고 북극과 남극에 한데 모인다.
런던 근교의 그리니치 천문대의 바로 밑을 통과하는 자오선(그리니치 자오선)이 본초 자오선에 선정되고 있다. 이것보다 더 동쪽에 있는 지점은 동반구, 서쪽에 있는 지점은 서반구에서 있다. 그리니치의 대척지의 경도는 서경 180°이며 동경 180°이다.

## 같이 보기
- 차량 자동 항법 장치
- 지오코딩
- 람베르트 정각원추도법
- 지도 투영법
- 북회귀선
- 남회귀선
- ISO 6709
- GIS
- 지리좌표 거리